# Tabitha Wady
Tabitha Wady, född 1 januari 1976, är en brittisk skådespelare.
Wady inledde sin karriär 1996 i en biroll i filmen E=mc2. Sedan dess har hon bland annat medverkat i TV-serier som Berkeley Square, Doctors och Förnuft och känsla.

## Filmografi i urval
- 1996 - E=mc2
- 1998 - Berkeley Square (TV-serie)
- 2001-2002 - Doctors (TV-serie)
- 2003 - The Last King (TV-serie)
- 2004-2016 - Holby City (TV-serie)
- 2008 - Förnuft och känsla (TV-serie)